# Tatort: Parasomnia
Parasomnia ist ein Fernsehfilm aus der Krimireihe Tatort. Der vom MDR produzierte Beitrag wurde am 15. November 2020 im Ersten, auf ORF2 und SRF erstmals ausgestrahlt. In dieser 1144. Tatort-Folge ermitteln die Dresdner Ermittler in ihrem zehnten Fall.

## Handlung
Ein Handwerker wird bei der Arbeit in einem alten Haus erstochen. Die 14-jährige Talia Schröder überrascht den Mörder unmittelbar nach seiner Tat. Damit wird sie zur wichtigsten Zeugin für das Ermittlerteam Gorniak, Winkler und Schnabel. Talia lebt alleine mit ihrem Vater, einem Künstler, in dem abgelegenen Haus. Vor Jahren starb ihre Mutter auf einer Landstraße, als sie ausstieg, um ihre mit dem Gurt spielende Tochter wieder anzuschnallen, und dabei von einem vorbeifahrenden LKW überfahren wurde. Seitdem hat Talia psychische Probleme und sie verdrängt auch die Erinnerungen an den Mord, den sie gesehen hat, und deutet sie in harmlosere Bilder um, z. B. wird aus Blut rote Malfarbe.
Zu Leonie Winkler fasst Talia Vertrauen, denn sie sieht Talias verstorbener Mutter ähnlich. Als sie mit Winkler zum Tatort zurückkehrt, sieht sie bei einem dort befindlichen Ofen kauernd eine schwarz verhüllte Gestalt und bricht zusammen. Gorniak entdeckt in dieser Ecke hinter einer Ofenkachel ein blutverschmiertes Messer, die Tatwaffe. An dem Messer befinden sich auch Blutspuren, die über dreißig Jahre alt sind.
Als Talia Leonie Winkler erzählt, dass der Schatten einer Marie Kunz irgendwo im Haus wohne, nimmt die Polizistin dies zunächst nicht ernst. Jedoch taucht dieser Name in einer Reihe ungeklärter Vermisstenfälle auf, die in die Zeit der DDR zurückreichen. Marie Kunz hatte in der Nähe der Familie Schröder gewohnt. Der damalige Ermittler gibt sich überzeugt, dass ein gewisser Poller der Serienmörder war. Dieser verweist aber auf einen damaligen Assistenten.
In einer weiteren psychischen Krise gräbt Talia den Kopf der Marie Kunz im Garten des Hauses aus. Bei einer gründlichen Suche werden im Garten sechs Leichen gefunden.
In einem zugemauerten Raum im Haus entdeckt Leonie Winkler den Tatort der Morde. Talia, durch eine Traumvision alarmiert, spürt sie auf, kurz bevor der schwarzverhüllte Mörder sie dort stellen kann. Winkler und Talia fliehen ins Haus des benachbarten Ehepaars Steinmann. Inzwischen sind Gorniak und Schnabel dorthin bereits unterwegs, weil Steinmann der damalige Assistent von Poller war. Dies erfährt Leonie Winkler noch rechtzeitig per Telefon, bevor Steinmann sie angreift. Winkler ersticht ihn in Notwehr.

## Hintergrund
Der Film wurde vom 12. November 2019 bis zum 12. Dezember 2019 in Dresden und Umgebung gedreht, unter anderem auf Schloss Pinnewitz im Ketzerbachtal im Nossener Ortsteil Pinnewitz.
Parasomnie ist ein Sammelbegriff für Verhaltensauffälligkeiten im Schlaf.

## Rezeption

### Kritiken
„Die Verschränkung von Haunted-House-Grusel und Horror Ost gelingt den Filmemachern ganz ausgezeichnet. Aber am Ende lassen sie ihre Geschichte zu viele Wendungen mit vermeintlichen Psychopathen und vermummten Messermördern nehmen; da wird eine Batterie falscher Fährten und vermeintlicher Lösungen abgefeuert, als wären wir im Slasher-Serial Scream.“

„Und doch ist Parasomnia spannend wie lange schon kein Tatort mehr und beweist, dass man für ein gutes Drehbuch das Rad nicht neu erfinden muss. Es ist leicht, mit Talia zu fühlen, so sehr, dass viele Zuschauer*innen versucht sein dürften, ihr in manchen Szenen wie in guten Horrorfilmen ‚Geh da nicht rein, warum gehst du da rein‘ zuzurufen. Dazwischen führen Plot-Twists die Zuschauer*innen in die Irre. Drehbuchautor Erol Yesilkaya (Exit, 2020) hat es geschafft, eine Handlung zu erfinden, die Erwartungen der Zuschauer*innen wieder und wieder unterläuft und übertrifft.“

### Einschaltquote
Die Erstausstrahlung von Parasomnia am 15. November 2020 wurde in Deutschland von 7,85 Millionen Zuschauern gesehen und erreichte einen Marktanteil von 21,6 % für Das Erste.

### Auszeichnungen
- 2021: Nominierung für den Grimme-Preis